# Sylvia Tournerie
Sylvia Tournerie, née en 1971, est une graphiste et typographe française.

## Biographie
En 1994, Sylvia Tournerie est diplômée de l'École supérieure d'arts graphiques Penninghen (ESAG). Elle a été formée par Roman Cieslewicz et Peter Knapp.
En 1996, elle travaille pour les groupes de musique Bosco, Expérience, Prototypes et des labels indépendants. Elle réalise les pochettes de disque. Elle travaille ensuite pour la mode : Clarks, Eastpak, Finger in the Nose.
De 2003 à 2006, elle réalise le design graphique de la revue d’art contemporain Zérodeux. Elle réalise des catalogues d'exposition. En 2008, elle travaille avec Bruno Peinado, sur l'ouvrage Me, Myself & I. Ce livre obtient en 2008, le prix des plus beaux livres français. Elle collabore ensuite avec l’éditrice Manuella pour laquelle elle conçoit couverture de livre et des collections de livre.
En 2016, Sylvia Tournerie renoue avec la musique. Elle réalise le design pour le label de musique Delodio, qui a pour objet l’édition de musiques électroniques enregistrées sur support K7 dans les années 1980 et restées inédites.
En 2014, sa typographie est remarquée par le club des DA, pour l'opéra Rigoletto de Giuseppe Verdi produit par Arte. Son travail est présenté en 2017 au Havre, au Maba en 2020.

## Expositions
- Enregistrement, École supérieure d’Art et design, Le Havre, 2017
- Variations épicène, MABA, 2020

## Distinctions
- prix des plus beaux livres français, 2008
- palmarès 2014, club des DA